# Смирнов, Пётр Алексеевич
Пётр Алексеевич Смирнов (1831—1907) — духовный писатель

, богослов, публицист, редактор, педагог, протоиерей Русской православной церкви.

## Биография
Пётр Смирнов родился 11 (23) марта 1831 года в семье священника в Мышкине Ярославской губернии. Получил образование в Ярославской духовной семинарии и в Московской духовной академии, которую окончил в 1854 году и был оставлен при академии в должности бакалавра по классу церковной археологии и еврейского языка. Возведён в степень магистра 31 августа 1855 года.
Был рукоположен в священника церкви Св. Равноапостольной Марии Магдалины в Императорском Вдовьем доме 29 марта 1859 года. Преподавал Закон Божий в Пресненской воскресной школе (с 7 июля 1860 по 31 августа 1861 г.) и во 2-й Московской гимназии (с 27 августа 1860 г. по 1885 г.). Служил в церкви святых Косьмы и Дамиана на Малоросейке, затем — в Петропавловской церкви на Басманной
Получил 1 апреля 1874 года сан протоиерея Русской православной церкви, со временем занял пост председателя учебного комитета при Священном синоде (30 сентября 1897 — 3 января 1905).
Был утверждён 8 ноября 1884 года в дворянском достоинстве. Был назначен 26 декабря 1885 года сверхштатным членом Училищного совета при Св. Синоде (затем был товарищем председателя совета) и в 1886 году переехал из Москвы в Санкт-Петербург, где был настоятелем Исаакиевского собора (с 19 февраля 1886 по 4 октября 1897 года). С 4 октября 1897  до 8 декабря 1905 года он состоял председателем Учебного комитета при Святейшем Синоде.
С момента основания в 1888 году состоял сотрудником еженедельного журнала «Церковные ведомости», ставшего официальным органом Св. синода; в 1901 году стал его редактором, и в этой должности он проработал почти до самой смерти, передав пост в 1906 году своему коллеге по учебному комитету РПЦ протоиерею Василию Жмакину.
Умер 29 октября (11 ноября) 1907 года.

## Награды
- 30 апреля 1863 г. — бархатная фиолетовая скуфья.
- 14 мая 1869 г. — бархатная фиолетовая камилавка.
- 1 апреля 1877 г. — наперсный крест от Св. Синода.
- 16 января 1872 г. — набедренник.
- 1 декабря 1885 г. — золотой наперсный крест от сослуживцев 2-й Московской гимназии.
- 10 февраля 1890 г. — митра.
- 2 марта 1890 г. — палица.
- 21 марта 1893 г. — наперсный крест с украшениями.
- 15 апреля 1878 г. — орден Св. Анны 3-й степени.
- 18 апреля 1881 г. — орден Св. Анны 2-й степени.
- 15 мая 1883 г. — орден Св. Владимира 4-й степени.
- 24 мая 1886 г. — орден Св. Владимира 3-й степени.
- 10 октября 1893 г. — черногорский орден князя Даниила 2-й степени.
- 6 мая 1895 г. — орден Св. Анны 1-й степени.
- 12 марта 1897 г. — сербский орден Св. Саввы 2-й степени.

Был награждён орденом Святого Александра Невского.[когда?]